# Аліков Юрій Іванович
Аліков Юрій Іванович (рос. Аликов Юрий Иванович; 4 жовтня 1934, Ульяновськ, Середньоволзький край, РСФРР, СРСР) — радянський і український сценарист, письменник. Член Національна спілка кінематографістів України (з 1964 року). Лауреат Державної премії СРСР (1972).

## Біографічні відомості
1957 року закінчив Київський державний університет.
Працював головним редактором студії «Київнаукфільм» та у Німеччині.
За сценарії науково-популярних фільмів «Мова тварин» (1967) і «Чи думають тварини?» (1970) в 1972 році нагороджений Державною премією СРСР.
Співавтор з Володимиром Капустяном науково-фантастичної повісті рос. «Гонцы Нептуна»/ «Гінці Нептуна» (Київ, Веселка 1979) на тему пошуку контактів із дельфінами. Повість екранізована для ТБ у чотирьох серіях під назвою «Люди і дельфіни» (1983, Київнаукфільм). Аліков один із співавторів сценарію.
Одна з найвідоміших робіт Алікова — сценарій мультфільму «Острів скарбів» (1988).

## Фільмографія
- «Сім кроків за обрій» (1968, редактор; науково-популярний фільм, реж. Ф. Соболєв)

Сценарист:
- «Мова тварин» (1967, науково-популярний фільм, реж. Фелікс Соболєв)
- «Чи думають тварини?» (1970, науково-популярний фільм, реж. Ф. Соболєв)
- «Я та інші» (1971, науково-популярний фільм, реж. Ф. Соболєв)
- «Люди на землі» (1977)
- «Страх» (1980, х/ф, за мотивами книги І. Головченка рос. «Милицейские были», реж. Р. Синько)
- «…І щастя в особистому житті» (1980, док. фільм, у співавт. з Г. Мельниковою; реж. В. Ритченков, студія «Центрнаукфільм» (ЦНФ)
- «Люди і дельфіни» (1983, т/ф, 4 с, реж. В. Хмельницький)
- «На крутозламі» (1985, т/ф, 3 с, у співавторстві з олодимиром Сосюрою — за однойменним романом Костянтина Басенка; режисер Микола Літус)
- «Острів скарбів» (1988, мультфільм, реж. Давид Черкаський)
- «Сталінський синдром» (1990)
- «Енеїда» (1991, мультфільм)
- «Надвечір'я» (1992)
- «Повернення на острів скарбів»/ англ. Return to Treasure Island (1992, мультфільм, Росія—США, режисер Давид Черкаський)